# Nguyễn Ngọc Vân (Phú Thọ)
Nguyễn Ngọc Vân (sinh năm 1976) là tướng lĩnh của lực lượng Công an nhân dân Việt Nam hàm Trung tướng. Ông hiện giữ chức vụ Ủy viên Đảng ủy Công an Trung ương, Tư lệnh Bộ Tư lệnh Cảnh sát Cơ động, Bộ Công an.
Ông nguyên là Giám đốc Công an tỉnh Sơn La, Phó Giám đốc Công an tỉnh Phú Thọ.

## Sự nghiệp
Thiếu tướng Nguyễn Ngọc Vân, sinh năm 1976, tại thành phố Việt Trì, tỉnh Phú Thọ, ông có trình độ Tiến sĩ Luật, Đại học Cảnh sát nhân dân chuyên ngành Cảnh sát điều tra; Cao cấp lý luận chính trị. Từng là Phó trưởng phòng Cảnh sát môi trường, Phó trưởng Công an thành phố Việt Trì, Trưởng phòng Cảnh sát điều tra tội phạm về ma tuý, Trưởng Công an huyện Tam Nông. Năm 2014, ông làm Phó giám đốc Công an tỉnh Phú Thọ
Năm 2017, với cương vị Thủ trưởng cơ quan An ninh điều tra Công an tỉnh Phú Thọ, ông Vân trực tiếp chỉ đạo điều tra vụ án đánh bạc chục nghìn tỷ đồng liên quan cựu tổng cục trưởng Tổng cục Cảnh sát Phan Văn Vĩnh và cựu cục trưởng C50 Nguyễn Thanh Hóa
Ngày 13 tháng 11 năm 2019, thừa ủy quyền của Bộ trưởng Bộ Công an, Thượng tướng Nguyễn Văn Thành, Ủy viên trung ương Đảng, Thứ trưởng Bộ Công an đã trao quyết định của Bộ trưởng Bộ Công an về việc điều động và bổ nhiệm đồng chí Đại tá Nguyễn Ngọc Vân, Phó Giám đốc Công an tỉnh Phú Thọ đến nhận công tác và giữ chức vụ Giám đốc Công an tỉnh Sơn La
Năm 2021, Ông được Chủ tịch nước Cộng hòa xã hội chủ nghĩa Việt Nam phong cấp bậc hàm Thiếu tướng.
Ngày 02 tháng 11 năm 2024, tại Hà Nội, Thiếu tướng Nguyễn Ngọc Lâm, Thứ trưởng Bộ Công an đã chủ trì Lễ công bố quyết định về công tác cán bộ tại Bộ Tư lệnh Cảnh sát cơ động.
Tại buổi lễ, Thiếu tướng Phạm Quang Tuyển, Phó Cục trưởng Cục Tổ chức cán bộ (Bộ Công an) đã công bố quyết định của Bộ trưởng Bộ Công an về việc điều động Thiếu tướng Nguyễn Ngọc Vân, Giám đốc Công an tỉnh Sơn La đến nhận công tác và giữ chức Tư lệnh Cảnh sát cơ động từ ngày 06 tháng 11 năm 2024 thay thế cho ông Lê Ngọc Châu, đã được điều động giữ chức Chủ tịch Ủy ban nhân dân tỉnh Hải Dương.

## Lịch sử thụ cấp bậc hàm
| Năm thụ phong | –      | 2021        | 2025        |
| ------------- | ------ | ----------- | ----------- |
| Quân hàm      |        |             |             |
| Cấp bậc       | Đại tá | Thiếu tướng | Trung tướng |